# Geografía de Fiyi

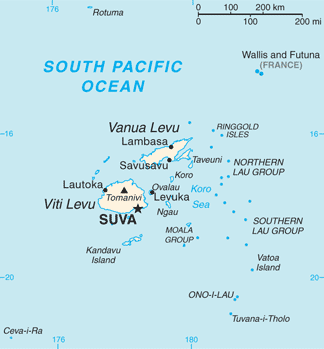
Mapa de Fiyi.

Fiyi es un grupo de islas volcánicas en el Pacífico Sur, situadas a unos 4450 km al suroeste de Honolulu y a 1770 km al norte de Nueva Zelanda. Fiyi está compuesto por 333 islas, alrededor de un tercio habitadas, y 522 atolones, formando un archipiélago.

## Islas

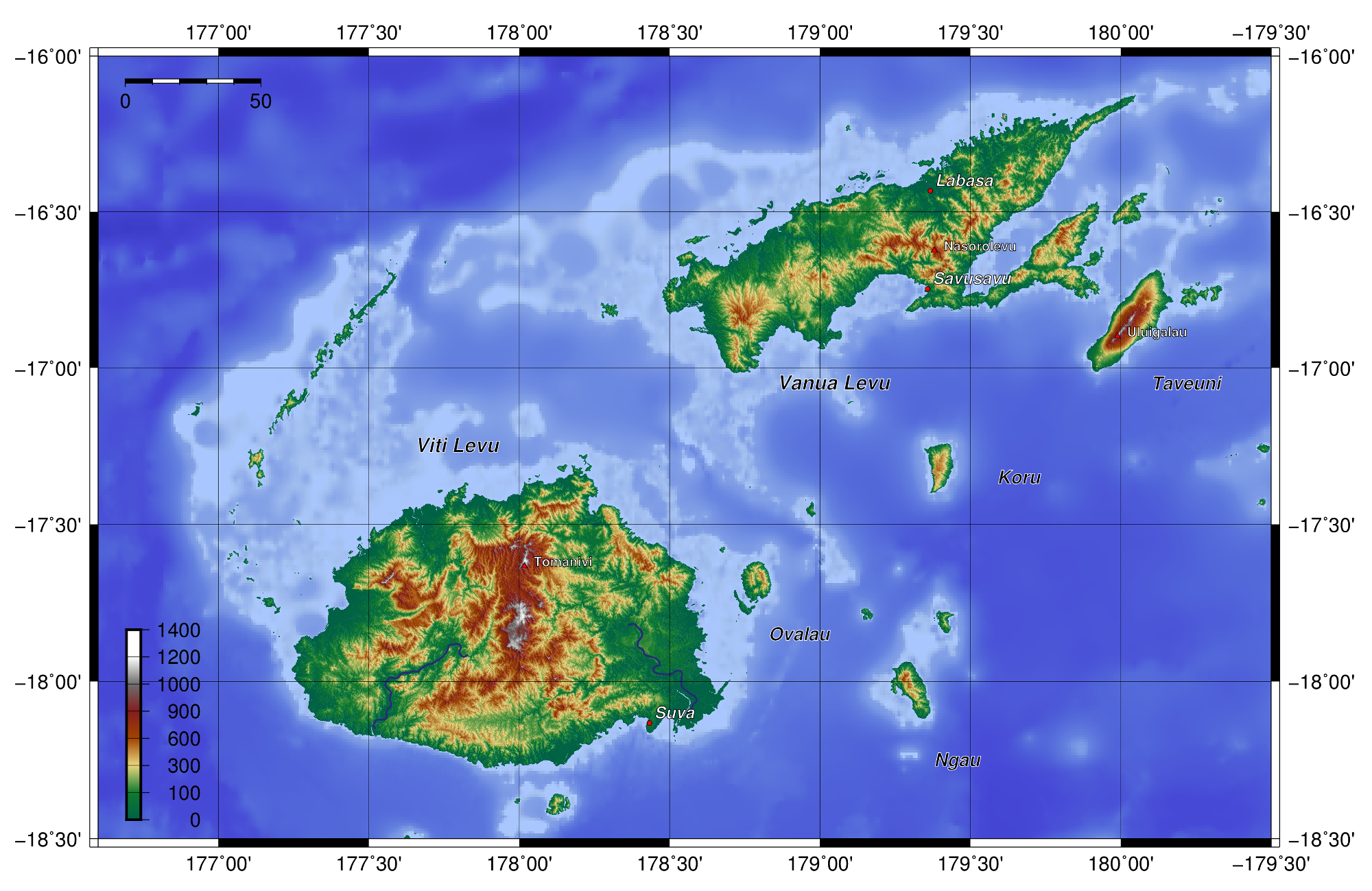
Topografía de Fiyi

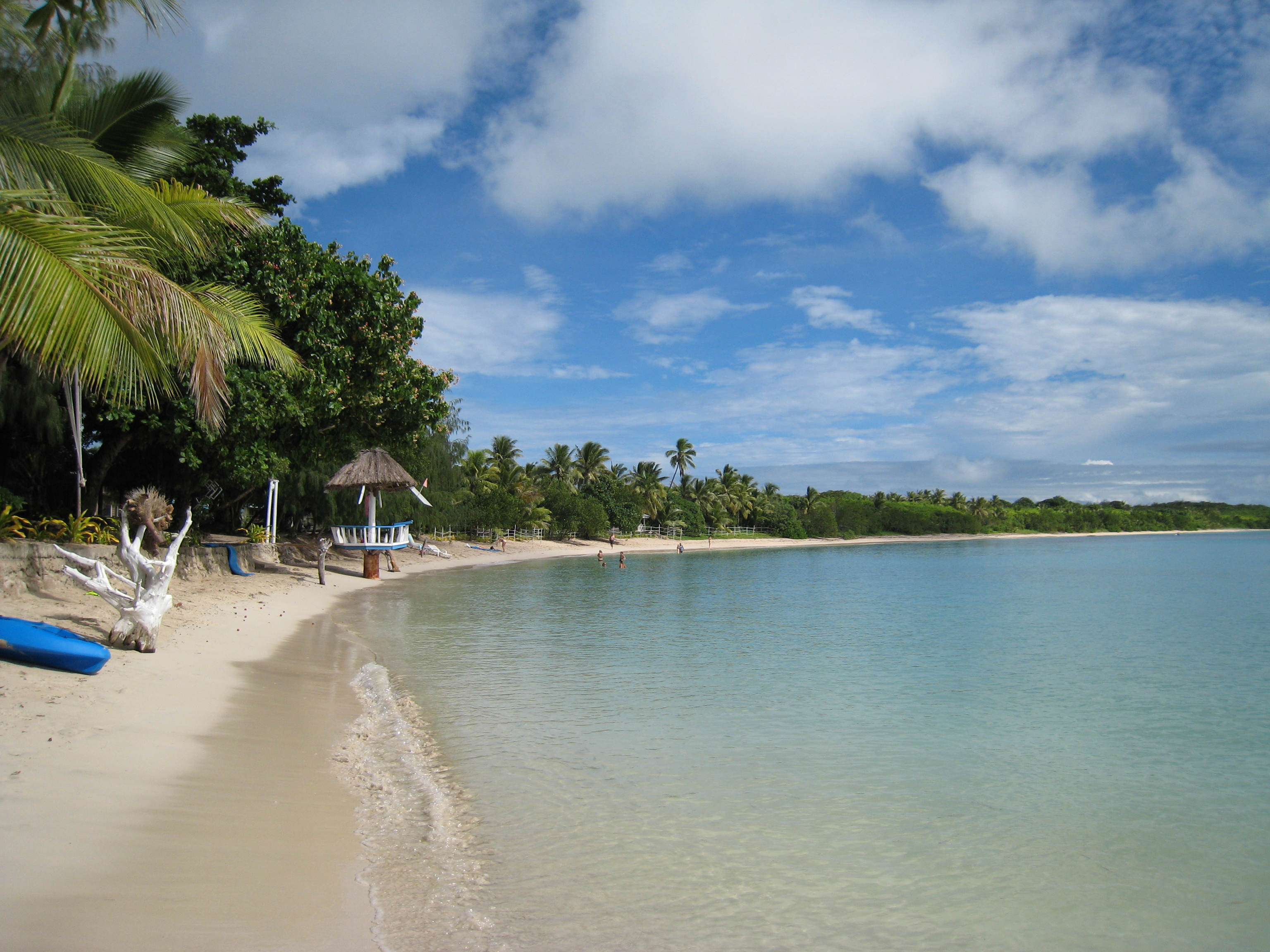
Playa Nacula.

Las dos islas más importantes son Viti Levu y Vanua Levu. Juntas concentran más del 80 % de la población nacional. Ambas son montañosas, con picos de más de 1300 m s. n. m., que se elevan abruptamente desde la orilla del océano Pacífico y están cubiertas de bosque tropical. En ambas se presenta una pluviosidad de 304 cm anuales, cuyas lluvias caen principalmente en el costado suroriental, lo que favorece el crecimiento de grandes árboles. Como las tierras bajas de la porción occidental de ambas islas están protegidas por las montañas, en ellas se da una marcada estación seca que favorece el cultivo de la caña de azúcar.
En Viti Levu están la capital Suva, lo mismo que Lautoka y Nadi, donde se encuentra el principal aeropuerto internacional de Fiyi. Concentra aproximadamente dos tercios de la población del país. En Vanua Levu, por su parte, las principales ciudades son Labasa y Savusavu. 
Otras islas importantes de Fiyi son Taveuni y Kadavu, que constituyen la tercera y cuarta isla en tamaño. Rotuma, por su parte, se encuentra a 500 km al norte del archipiélago. Debido a sus particularidades sociales, pues comparte elementos culturales y lingüísticos con Samoa y Tonga, goza de un estatus de autonomía.

## Tectónica

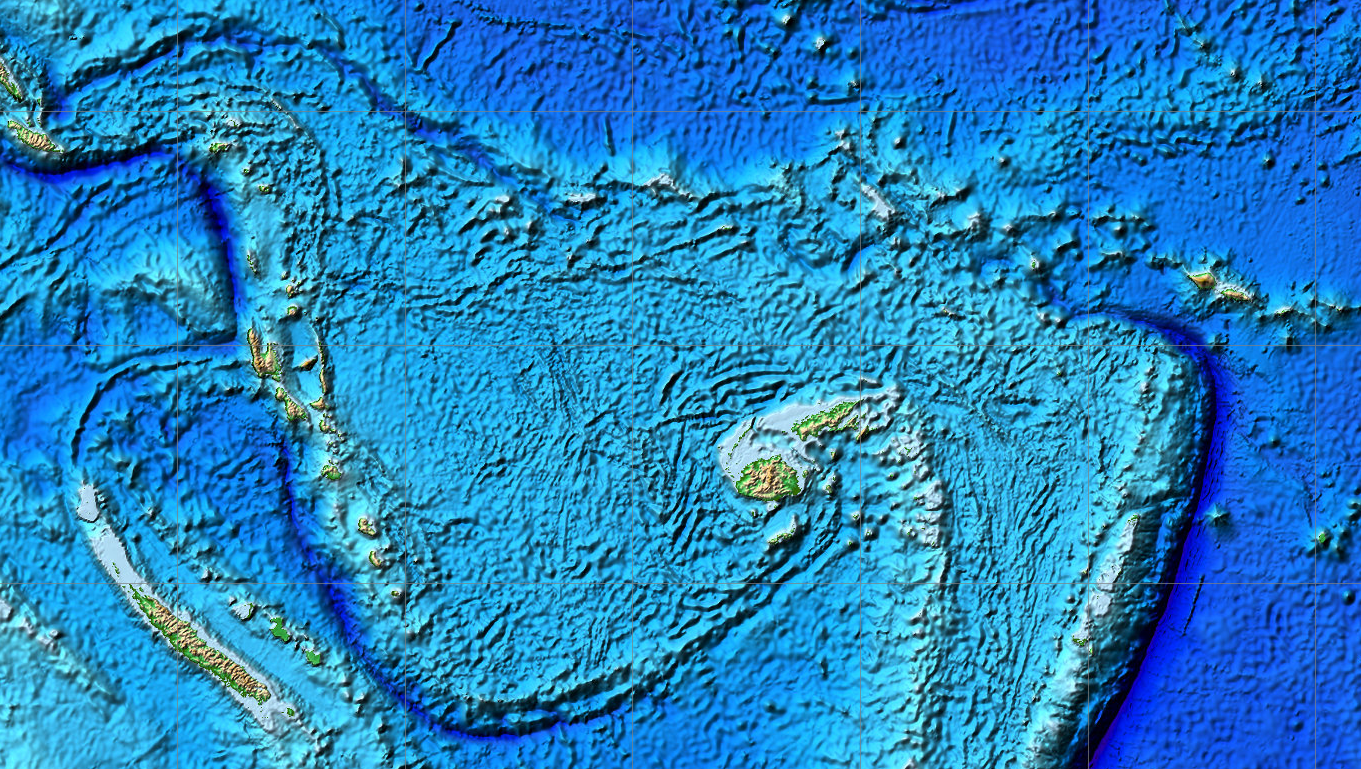
Cuenca septentrional de Fiyi, al oeste de las islas

Fiyi se encuentra en la esquina nordeste de la placa indoaustraliana, donde esta subducciona o se introduce bajo la placa del Pacífico, en la cuenca Norte de Fiyi (North Fiji Basin o NFB), una microplaca o, en este caso, cuenca posterior de arco (backarc zone), al oeste de las islas, entre la Zona de fractura Norte de Fiyi y la Zona de fractura Hunter al sur. Forma parte del cinturón de Fuego del Pacífico, una línea de volcanes en las fronteras del océano.

### Volcanes

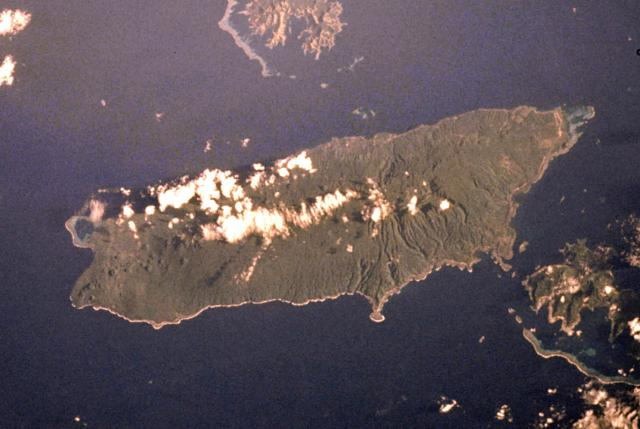
Isla de Taveuni, un importante campo volcánico, con el volcán Taveuni, de 1241 m.

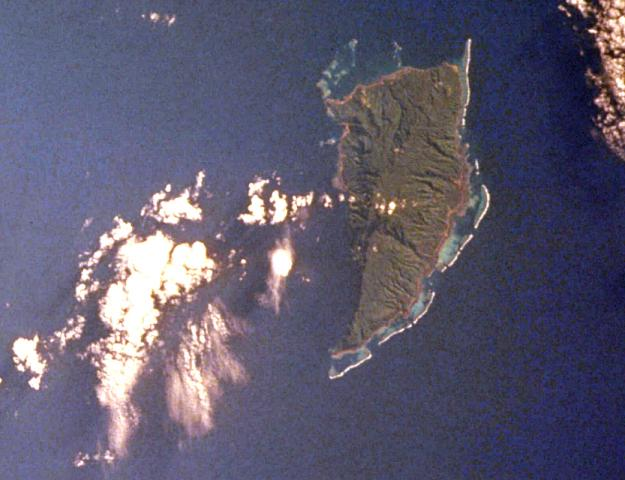
Isla de Koro

En esta zona de pequeñas cuencas con grietas en expansión que se halla al norte de las Nuevas Hébridas hay ocho volcanes:
- Kabara (-18.95°S / -178.95°W), inactivo, en la isla de Kabara en la provincia de Lau, al este.
- Katafaga (-17.52°S / -178.72°W), inactivo, en la isla de Katafaga, provincia de Lau.
- Koro ( -17.32°S / 179.4°E), un grupo de conos volcánicos de ceniza de 16x9 km de anchura que culminan a 522 m, en la isla de Koro, entre Viti Levu y Vanua Levu, alguno con menos de 10 000 años de antigüedad.
- Mago (-17.45°S / -179.15°W), extinto, en la isla de Mago, en la provincia de Lau, un cono piroclástico de escoria y cortas corrientes de lava con peridotita.
- Nabukelevu (-19.12°S / 177.98°E), domos de lava de andesita-dacita que forman un complejo que culmina en el monte Washington, a 805 m, con erupción en 1660, se halla al oeste de la isla de Kadavu, posee ríos de lava hasta el mar y amenaza con hundimientos de uno de los domos que provocarían tsunamis con peligro para la capital de Fiyi, Suva, 110 km al norte.
- Nairai (-17.8°S / 179.42°E), extinto, con cinco conos volcánicos basálticos del Plioceno que culminan a 335 m, al noroeste de la isla de Nairai.
- Taveuni (-16.82°S / 179.97°E), campo volcánico masivo de unos 40 km al sur de la isla de Taveuni, con al menos 36 erupciones históricas, una cada 60-65 años, tiene 150 conos de escoria, cráteres y fisuras que culminan a 1241 m, con una última erupción con río de lava entre 1450 y 1650,.
- Waikama (-18.02°S / 179.3°E), en el extremo norte de la isla de Ngau o Gau, activo en el Pleistoceno, culmina a 760 m.

## Clima
El clima del territorio es tropical húmedo, con influencia de vientos alisios que llegan por el sudeste. Las temperaturas varían según la estación: de junio a octubre, que es la temporada seca, son de 16 °C, mientras que en la estación lluviosa (de diciembre a abril), pueden llegar hasta los 32 °C. La temperatura del mar suele estar alrededor de los 30 °C. Las precipitaciones se van reduciendo de este a oeste: en el este las precipitaciones llegan a ser de unos 3000 mm., mientras que en el oeste solo son de 1800 mm.
| Parámetros climáticos promedio de Suva                                         | Parámetros climáticos promedio de Suva | Parámetros climáticos promedio de Suva | Parámetros climáticos promedio de Suva | Parámetros climáticos promedio de Suva | Parámetros climáticos promedio de Suva | Parámetros climáticos promedio de Suva | Parámetros climáticos promedio de Suva | Parámetros climáticos promedio de Suva | Parámetros climáticos promedio de Suva | Parámetros climáticos promedio de Suva | Parámetros climáticos promedio de Suva | Parámetros climáticos promedio de Suva | Parámetros climáticos promedio de Suva |
| Mes                                                                            | Ene.                                   | Feb.                                   | Mar.                                   | Abr.                                   | May.                                   | Jun.                                   | Jul.                                   | Ago.                                   | Sep.                                   | Oct.                                   | Nov.                                   | Dic.                                   | Anual                                  |
| ------------------------------------------------------------------------------ | -------------------------------------- | -------------------------------------- | -------------------------------------- | -------------------------------------- | -------------------------------------- | -------------------------------------- | -------------------------------------- | -------------------------------------- | -------------------------------------- | -------------------------------------- | -------------------------------------- | -------------------------------------- | -------------------------------------- |
| Temp. máx. media (°C)                                                          | 30                                     | 30                                     | 30                                     | 28                                     | 27                                     | 26                                     | 26                                     | 26                                     | 26                                     | 27                                     | 28                                     | 29                                     | 27.8                                   |
| Temp. mín. media (°C)                                                          | 23                                     | 23                                     | 23                                     | 22                                     | 21                                     | 20                                     | 20                                     | 20                                     | 20                                     | 21                                     | 21                                     | 22                                     | 21.3                                   |
| Precipitación total (mm)                                                       | 280                                    | 270                                    | 360                                    | 300                                    | 250                                    | 170                                    | 120                                    | 210                                    | 190                                    | 210                                    | 240                                    | 310                                    | 2910                                   |
| Días de precipitaciones (≥ )                                                   | 16                                     | 16                                     | 17                                     | 16                                     | 15                                     | 13                                     | 11                                     | 14                                     | 15                                     | 15                                     | 16                                     | 17                                     | 181                                    |
| Horas de sol                                                                   | 198                                    | 176                                    | 171                                    | 195                                    | 202                                    | 207                                    | 217                                    | 239                                    | 213                                    | 233                                    | 216                                    | 267                                    | 2534                                   |
| Humedad relativa (%)                                                           | 76                                     | 78                                     | 79                                     | 79                                     | 81                                     | 78                                     | 77                                     | 77                                     | 76                                     | 75                                     | 75                                     | 76                                     | 77.3                                   |
| Fuente: Weatherbase, Climatetemp y Temperature - Weather. (8 de enero de 2012) |                                        |                                        |                                        |                                        |                                        |                                        |                                        |                                        |                                        |                                        |                                        |                                        |                                        |

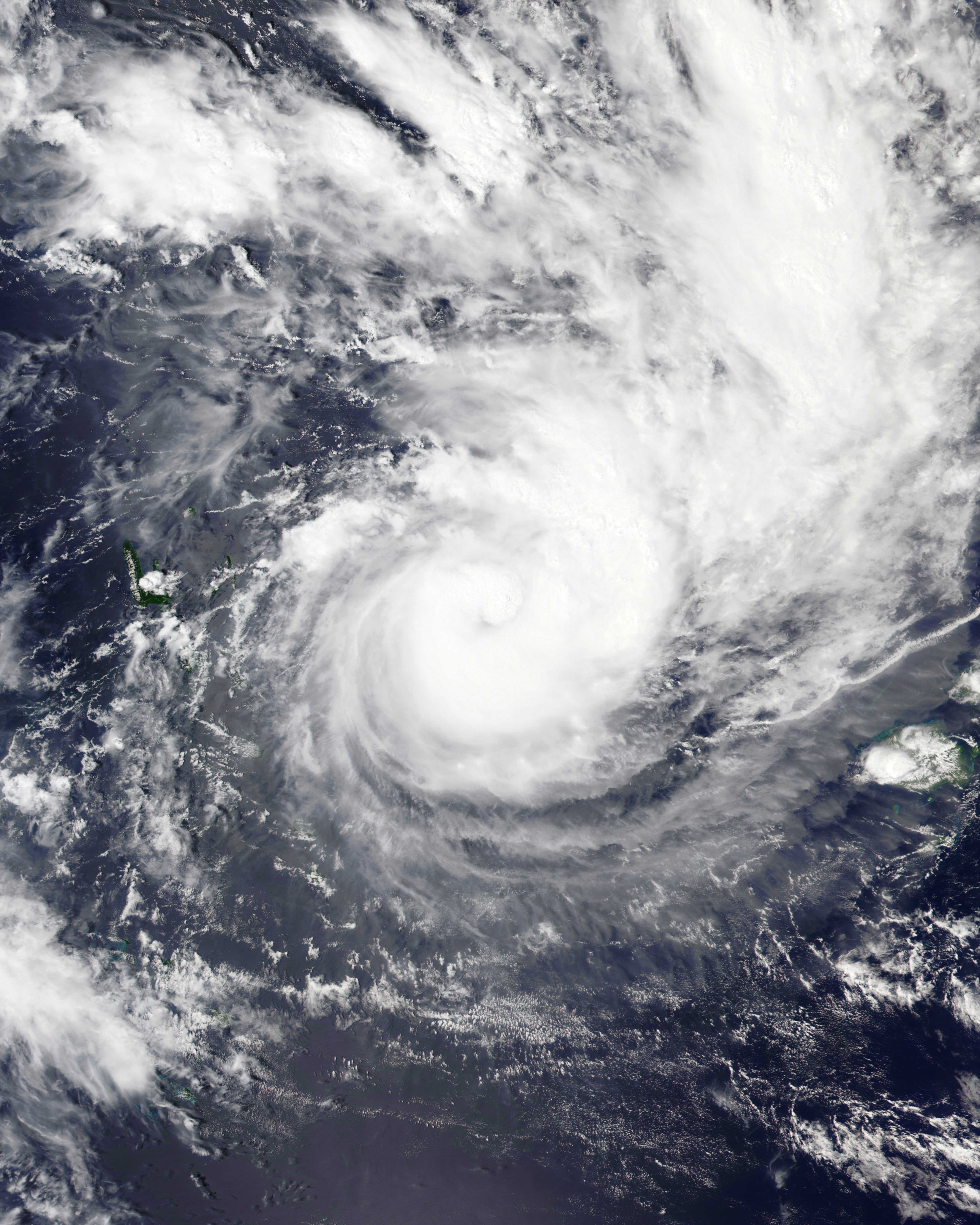
Ciclón tropical Yasa acercándose a Fiyi el 14 de diciembre de 2020

La estación fresca es relativamente seca, especialmente en las islas pequeñas y llanas, pero también en las vertientes noroccidentales de las islas principales, mientras que en las orientadas al sudeste, los vientos alisios provocan tormentas incluso en el periodo seco. 
En Suva, como se ve en el gráfico, encarada a los vientos alisios del sudeste, las precipitaciones superan los 2900 mm anuales, con un máximo de 300 mm en abril y un mínimo de 120 mm en julio. Por su parte, en Nadi, en la vertiente occidental, protegida de los alisios, las lluvias apenas superan los 2000 mm, con máximos cuando los vientos cambian de dirección, entre diciembre y abril, y un extremo de 420 mm en marzo, y mínimos cuando vuelven los alisios, entre mayo y noviembre, con un mínimo de 55 mm en julio.
En las islas más pequeñas y llanas, apenas se nota diferencia entre las estaciones y las lluvias se mantienen entre 1700 y 1800 mm. Sin embargo, en Rotuma, mucho más al norte y favorecida por las condiciones ecuatoriales, las lluvias aumentan hasta superar los 3200 mm, con máximos que superan los 300 mm entre diciembre y marzo, y un mínimo de 190 mm en agosto y septiembre, que sigue siendo una precipitación considerable.
Fiyi está expuesto a los ciclones tropicales, que suelen darse entre noviembre y mediados de mayo, aunque son más frecuentes entre diciembre y abril. Fuera de este periodo se produjo el ciclón Bebe, que afectó la zona en la segunda mitad de octubre de 1972. Es de destacar el poderoso ciclón Yasa, que afectó a las islas Fiyi entre los días 16 y 19 de diciembre de 2020 con fuerza 5 derivando a fuerza 3, provocando el estado de emergencia durante los 30 días siguientes con innumerables daños. Otro ciclón importante fue el ciclón Winston, que afectó a las islas en febrero de 2016.

## Áreas protegidas de Fiyi

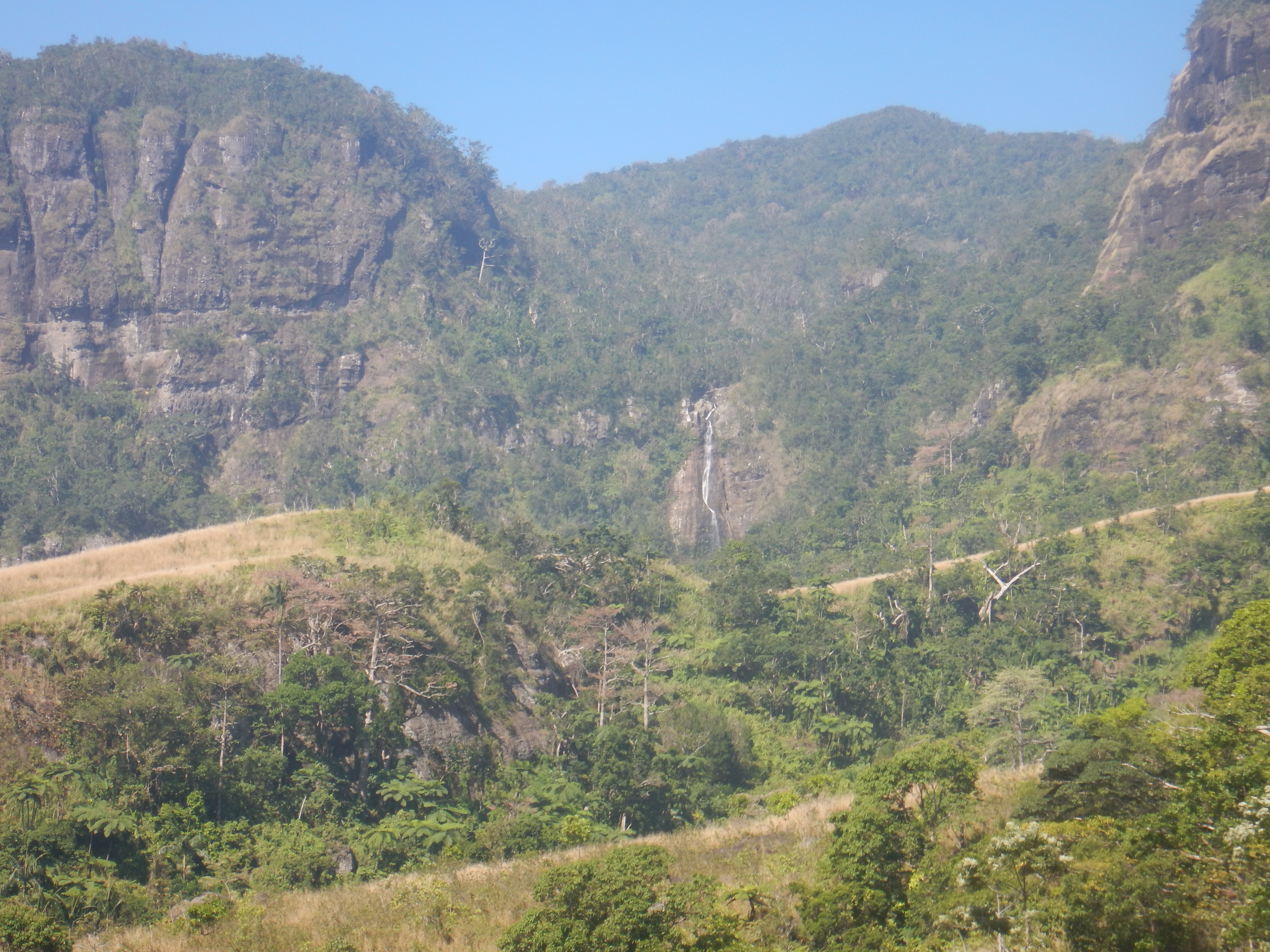
Cascada de Savuione, en el Parque nacional de Koroyanitu, en la isla de Viti Levu

En Fiyi hay 146 áreas protegidas que ocupan 1037 km² de la superficie terrestre, el 5,41 % del total de 19.155 km², y 11.959 km² de áreas marinas, el 0,92 % de los 1.293.035 km² de superficie marina del país. Hay 1 parque nacional, 6 reservas naturales, 6 reservas forestales, 9 áreas marinas protegidas, 3 reservas de fauna, 103 áreas marinas gestionadas localmente, 1 santuario de iguanas, 1 parque forestal y 2 reservas recreativas. Además, hay 2 sitios Ramsar.
- Parque nacional patrimonio de Koroyanitu, 35 km². Al oeste de la isla de Viti Levu, a 10 km al sudoeste de Lautoka. Se creó en 1992 para preservar las aves endémicas y evitar la tala de bosques y la creación de pastizales. Culmina en el monte Batilamu, de 1163 m, desde donde se puede ver la ciudad de Lautoka y la cercana isla de Yasawa. Destaca la cascada de Savuione, que suma 80 m en dos saltos sobre una profunda poza. Se visita desde el centro de visitantes de Abaca.[11]